# 羅基福德 (喬治亞州)
羅基福德（英語：Rocky Ford）是一個位於美國喬治亞州斯克里文縣的城鎮。

## 地理
羅基福德的座標為32°39′51″N 81°49′42″W / 32.66417°N 81.82833°W，而該地的平均海拔高度為40米（即131英尺）。

## 人口
根據2010年美國人口普查的數據，羅基福德的面積為3.20平方千米，當中陸地面積為3.10平方千米，而水域面積為0.00平方千米。當地共有人口144人，而人口密度為每平方千米45人。